# Egretta eulophotes
La garceta china (Egretta eulophotes) es una especie de ave pelecaniforme de la familia Ardeidae propia de Asia, desde el sudeste de Rusia, Corea y Japón hasta Filipinas e Indonesia.
Hace sus nidos sobre los árboles, utilizando ramas del mismo. Puede llegar a tener de 3 a 5 huevos, la incubación es muy similar a las de otras especies de garzas, tarda de 24 a 28 días y los huevos son incubados por cualquiera de los dos padres. Puede llegar a medir en su edad madura de 65 a 70 cm.